# Ascoux
Ascoux ist eine französische Gemeinde mit 1.070 Einwohnern (Stand: 1. Januar 2022) im Département Loiret in der Region Centre-Val de Loire. Sie gehört zum Kanton Le Malesherbois und zum Arrondissement Pithiviers. 
Sie grenzt im Nordwesten an Pithiviers-le-Vieil, im Norden und im Osten an Dadonville, im Südosten an Bouilly-en-Gâtinais, im Süden an Bouzonville-aux-Bois und im Westen an Laas.

## Infrastruktur
Durch Ascoux führt die ehemalige Route nationale 721.

## Bevölkerungsentwicklung
| Jahr      | 1962 | 1968 | 1975 | 1982 | 1990 | 1999 | 2008 | 2017 |
| --------- | ---- | ---- | ---- | ---- | ---- | ---- | ---- | ---- |
| Einwohner | 491  | 469  | 478  | 548  | 689  | 787  | 869  | 1164 |

## Sehenswürdigkeiten

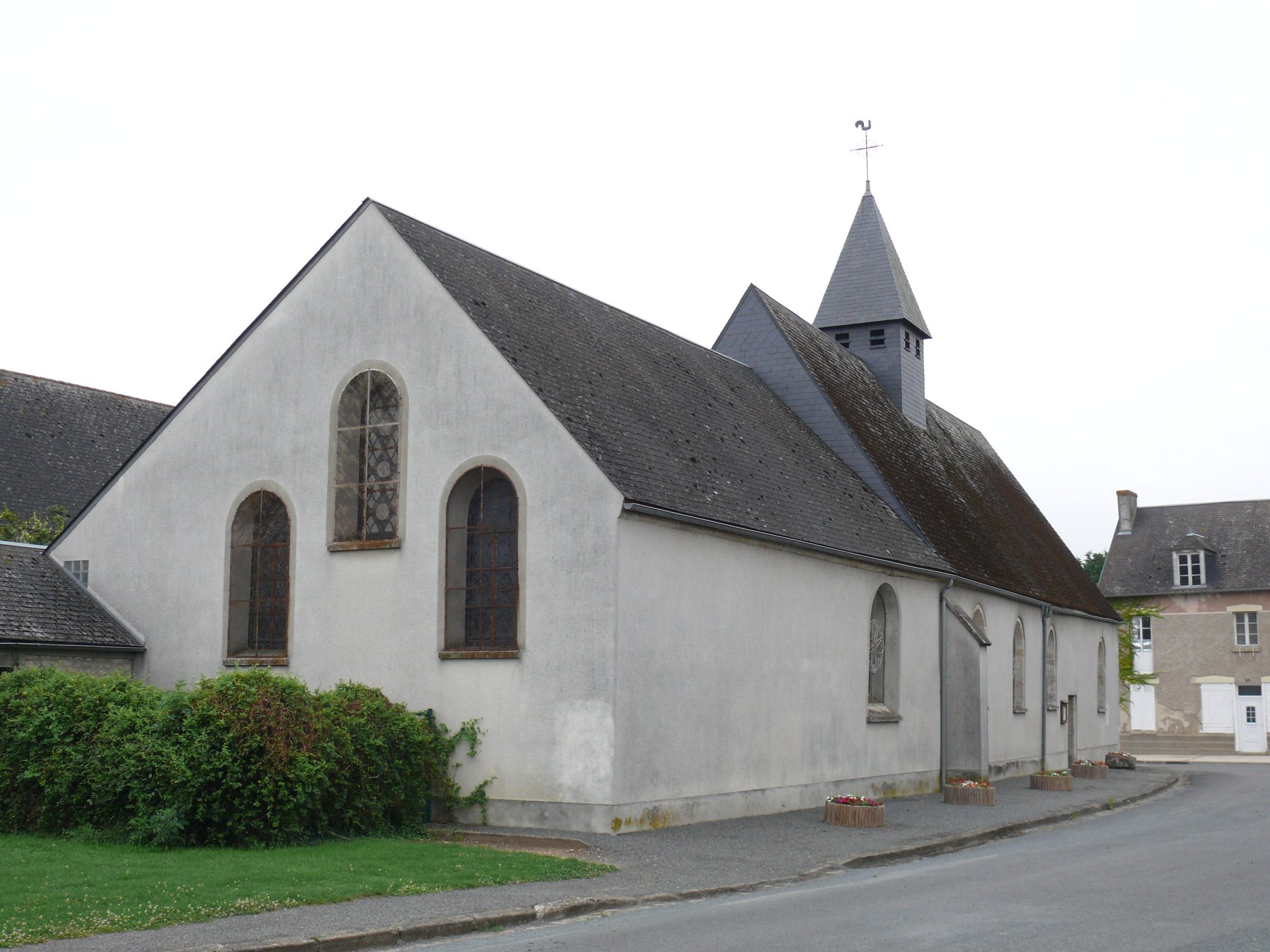
Kirche Saint-Charles

- Kriegerdenkmal
- Kirche Saint-Charles

## Söhne- und Töchter der Stadt
- Erwan Bastard (* 1998), Autorennfahrer